# Гуцульська кухня

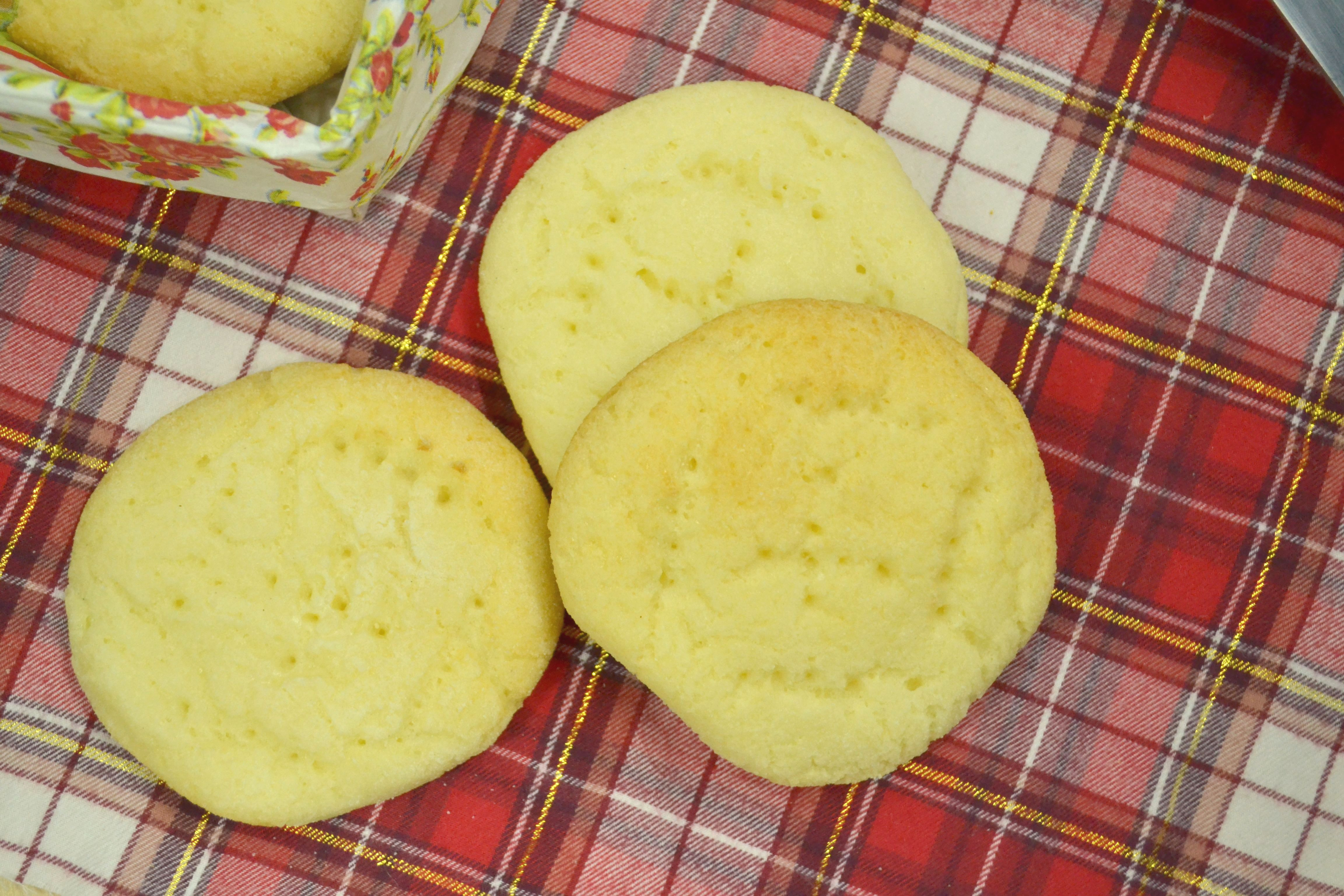
Мандрики

Гуцульська кухня — частина української кухні, розповсюджена на Гуцульщині, має давню історію, славиться різноманітністю. Історія гуцульської кухні сягає багатьох століть і при цьому відповідає регіональним особливостям. Так, для Карпатського регіону з давніх-давен характерне скотарство, а хліборобські зернові культури не такі поширені як на Наддніпрянщині. Ці чинники обумовили велику кількість різновидів бринзи і часте використання кукурудзяного борошна: (коржі, малай).  
У регіоні Українських Карпат організовуються спеціальні фестивалі присвячені найпоширенішим стравам гуцульської кухні. Найвідоміший з них — «Гуцульська бринза», який щороку проводиться в м. Рахів. На це свято приїжджають українці, зокрема гуцули з усіх частин світу, туристи з-за кордону. Свято насичене місцевим колоритом, етнічними барвами, народними піснями. 

## Характерні страви гуцульської кухні
- Гуцульська бринза
- Гуцульська овеча бриндзя
- Курчата по-верховинськи
- Буженина по-верховинськи
- Банош
- Кремзлики по-гуцульськи
- Суп квасолевий по-верховинськи
- Грибний гуцульський борщ
- Шашлик по-гуцульськи